# Weissia xylopiae
Weissia xylopiae är en svampart som beskrevs av Bat. & M.P. Herrera 1964. Weissia xylopiae ingår i släktet Weissia, divisionen sporsäcksvampar och riket svampar.   Inga underarter finns listade i Catalogue of Life.